# Иаков (Тумбс)
Иа́ков (англ. James, в миру Рой Че́лси Ту́мбс, англ. Roy Chesley Toombs; 30 августа 1887, Уинфилд, Канзас — 1 ноября 1970, Нью-Йорк) — предстоятель малочисленной неканонической юрисдикции «Православная Американская Церковь»; с 1951 по 1959 годы — епископ Русской православной церкви заграницей, архиепископ Манхэттенский, викарий Восточно-Американской и Джерси-Ситской епархии и глава Американской православной миссии РПЦЗ. Американский миссионер; считается что именно он впервые отслужил пасхальную литургию полностью на английском языке.

## Биография
Рой Тумбс родился 30 августа 1887 году в Уинфилде, штат Канзас, и был девятым из десяти детей ветерана Гражданской войны в США Ансона Тумбса и эмигрантки из Канады Ханны Элизабет Николс. Хотя его родители крестили его в детстве, Рой не проявлял значительного интереса к религии в юности.
Его детство и юность прошли на ферме, но в то время Уинфилд стал железнодорожным узлом Канзас Флинт Хиллз и его население достигло 5000 человек к 1900 году. Увлечённый поездами, молодой Рой, пошёл работать грузчиком на железной дороге и посетил различные части страны.
В 1910 году женился и уже в следующем году у них родился сын по имени Фаррелл. Семья переехала сначала в Миссури, но к 1920 году они проживали в седьмом районе Чикаго.
С 1915 по 1923 год служил миссионером и организатором библейских и воскресных школ в Протестантской Церкви в нескольких штатах. В 1923 году, усомнившись в протестантизме, некоторое время изучал римское католичество. Это изучение привело его к знакомству с Православной Церковью.
Был совладельцем брокерского дома Toombs-Daley на LaSalle Street, и инвестиционным банкиром в Downers Grove. В 1927 году он был избран президентом Международной компании по страхованию жизни в Сент-Луисе, штат Миссури. Но уже в 1928 году начавшийся скандал поставил крест на его успешной карьере.

### Деятель неканонического православия
Дальнейшее ознакомление с Православной Церковью он приобрел через изучение трудов о Православии, изданных в Соединённых Штатах по благословению Патриарха Тихона во время его управления Русской Православной епархией в Америке.
В 1933 году он присоединился к основанной Митрополитом Платоном (Рождественским) и епископом Евфимием (Офейшем) «Свято-Восточной Православной Кафолической и Апостольской Церкви в Северной Америке». 16 июня 1940 года рукоположён в сан священника.
В 1942 году Рой Тумбс зарегистрировал проект, указав свою профессию как «священник Святой Православной Церкви в Америке» («priest of the Holy Orthodox Church in America»), независимой православной церкви во главе с Джорджем Уинслоу Пламмером из Нью-Йорка. HOCiA возводила своё преемство к неканонической Американской Православной Кафолической Церкви Евфимия (Офейша) через Игнатия (Николса). Пламмер рукоположил Феодота ДеВитоу (Станислава Витовского) в 1936 году, который в свою очередь 30 января 1944 года рукоположил Тумбса, после чего последний стал предстоятелем HOCiA.
Во время Второй мировой войны, Рой Тумбс, как говорят, работал в разведке США. Примерно в это время, статьи Тумбса появляются в розенкрейцеровском журнале Пламмера «Mercury».
К этому времени Тумбс вступил в повторный брак с женщиной по имени Мэрианджела, которая основала Better Human Resources Movement, основанное на анализе хоторнских экспериментов, которые её пасынок Фаррел помогал проводить.
30 января 1944 года Джеймс Тумбс был посвящён в епископы епископом Марком (Гровером).
Архиепископ Иаков переехал в Нью-Йорк и к 1947 году перенёс свою миссию в Спасский собор на 226 West 69th Street в Манхэттене. Он вошёл в состав «странствующих епископов» Иоанна Хрихзостома Море-Морено, рукоположенного в 1933 году епископом Софронием (Бешарой) в Лос-Анджелесе, и 14 апреля 1951 года основал Восточную православную католическую церковь («The Eastern Orthodox Catholic Church in America»).
Л. Н. Парийский, посетивший его 24 октября 1947 года, так написал о нём: «Архиепископ Джеймс пригласил нас к себе. Его квартира над алтарём и из окна своей квартиры он мог видеть нас. Он, оказывается, знал архиепископа Адама и разговаривал с ним почтительно. Они долго разговаривали. Архиепископ Джеймс разъяснил, что вышло недоразумение. Он очень рад видеть в числе молящихся русских православных людей, служить совместно с русскими православными священниками, но ни продать, ни передать для отдельных богослужений церковь он не может. О себе он рассказал, что он вышел из рядов епископальной церкви для работы в Американской православной церкви. Он избрал себе епископа Патрикия (или Панкратия), и они вдвоем служат в этой церкви. Других церквей он не имеет».
Для ознакомления с Православием он пользовался помощью православного священника Американской Митрополии протоиерея Дамиана Крегеля. Вёл обширную миссионерскую переписку по всей Америке.
Приблизительно в тот период он познакомился и сблизился с архиепископом Восточно-Американским и Джерси-Ситским Виталием (Максименко), главным епископом РПЦЗ в Северной Америке. Считается, что после событий в Собора 1947 года Кливленде, когда Северо-Американская митрополия вышла из РПЦЗ, Тумбс сыграл решающую роль благодаря своим старым военным связям повлиять на решение федерального правительства оставить без удовлетворения жалобу Северо-Американской Митрополии против переселения Первоиерарха Митрополита Анастасия (Грибановского) и Синода РПЦЗ в США из Европы в 1949 году. За это время, Фаррелл был рукоположён в священники своим отцом с именем Томас.

### В РПЦЗ
26 октября 1949 года по поручению архиепископа Виталия (Максименко) Джеймса Тумбса посетили в его церкви в Нью-Йорке священник Кирилл Зайцев и декан Свято-Троицкой духовной семинарии проф. Н. Н. Александров. Они подробно ознакомились с церковью Джэймса, слушали в ней богослужение и вынесли «самое благоприятное впечатление», представив об этом Подробный доклад Архиерейскому Синоду. В мае 1950 года ходатайство Джэймса было передано на рассмотрение Архиерейского Собора, о чем и было сообщено Джэймсу, который со своей стороны выразил полную готовность ожидать разрешения этого вопроса. 23 августа того же года епископ Никон (Рклицкий) по поручению Американского отдела Предсоборной Комиссии посетил Джэймса, подробно ознакомился с его намерениями и устройством его организации и обсудил с ним проект его работы в случае принятия его в состав Русской Православной Церкви в Америке.
6 декабря 1950 года Архиерейский собор РПЦЗ, заслушав доклад епископа Никона (Рклицкого), приветствовал «доброе намерение именуемого архиепископа Джэймса Тумбса присоединиться к Русской Православной Церкви заграницей и своей посильной миссионерской работой содействовать св. делу распространения Православия в Америке». К тому времени управлял двумя приходами — один в городе Нью-Йорке и другой в Чикаго. В приходе г. Нью-Йорка служило два священника и один диакон и в Чикаго один священник.
19 апреля 1951 года Архиерейский Синод РПЦЗ постановил совершить над ним постриг и все хиротонии вплоть до архиерейской в Ново-Коренной пустыни. Марианджела, супруга Джеймса Тумбса, также была пострижена в монашество в Ново-Дивеевском
монастыре. Возглавляемую Иаковом Тумбсом «Восточную Православную Кафолическую Церковь» было решено рассматривать как Американскую православную миссию. Ей временно разрешили сохранять свои обрядовые особенности. Ему было разрешено Синодом оставаться с короткой стрижкой и чисто выбритым.
21 июля в Ново-Коренной пустыни в Магопаке, штат Нью-Йорк, в праздник святых апостолов Петра и Павла Иаков (Тумбс) был посвящён во епископа Манхэттенского, викария Восточно-Американской и Джерси-Ситской епархии. Хиротонию совершили: Первоиерарх РПЦЗ митрополит Анастасий (Грибановский), архиепископ Восточно-Американский Виталий (Максименко), архиепископ Западно-Европейский Иоанн (Максимович), епископ Флоридский Никон (Рклицкий) и епископ Троицкий Серафим (Иванов). На следующий день Архиерейский Синод постановил возвести епископа Иакова в сан архиепископа.
После его приёма в РПЦЗ, Грегори и Джон Адэр подали против епископа Иакова иск с целью отторжения Спасского собора на West 69th Street. Опасаясь, что дело завершиться в пользу Иакова, братья Адэр утверждали, что здание было собственностью Восточной Православной Католической Церкви. Существует предположение, что специалист по каноническому праву из Северо-Американской Митрополии пришел на помощь EOCC и помог им отсудить церковь в 1952 году, которая позже была продана за большие деньги, чтобы освободить место для Линкольн-центра. Оставшуюся части жизни архиепископ Иаков служил в часовне Святых Апостолов, сооружённой в его доме.
На архиерейском соборе 1953 года епископ Иаков объявил о том, что единолично изменил практику приёма католиков, выступив по этому случаю с докладом о том, что Американская православная Миссия принимала всех новообращённых через крещение, в то время как до революции в России, из католичества принимали просто через исповедь. Изменение не встретило сопротивления.
«Способ миссионерствования Архиепископа Иакова и его клира заключается главным образом в посещении домов. Если их не принимают, они уходят. Если выражают интерес, они оставляют миссионерскую литературу. Для этого Чикаго и Нью-Йорк разделены ими на кварталы. Разсылаются также письма. К празднику Рождества Христова разсылаются до 800 воззваний, в которых содержатся основные сведения о Православной вере, а также просьбы о помощи».
Сослужил митрополиту Анастасию вместе с другими епископами во время хиротонии Аверкия (Таушева) во епископа Сиракузского в 1953 году. Принимал участие во встречах и торжествах Архиерейского Собора в Свято-Троицком монастыре и Ново-Коренной пустыни, а также в заседаниях Архиерейского Синода.
Епископу Иакову удалось привлечь американских верующих, но языковой барьер между американскими и русскими эмигрантами сделал многое вне Миссии затруднительным. Те, кто хотел учиться в Свято-Троицкой духовной семинарии в Джорданвилле могли учиться лишь у протоиерея Адриана Рымаренко или архимандрита Лазаря (Мура), которые помогали переводить для семинаристов учебные материалы. Бывшая жена архиепископа Иакова Макрианджела не смогла жить в русскоязычном Свято-Успенском монастыре Новое Дивеево в Нануэте, в связи с чем ей было разрешено жить отдельно на втором этаже своей квартиры.
Тем не менее, его епископство не обошлось без противоречий. Прошлые связи архиепископа Джеймса с эзотерическим масонским христианством Джорджа Уинслоу Пламмера, напоминающим теософию, которая бушевала в дореволюционной России, и контакты с своенравными и блуждающими епископами привели к слухам об оккультных практиках, происходящих в Миссии. Другим соблазнительным вопросом был — жилищный, так как епископ Иаков и его бывшая жена вынужденно проживали совместно. Кроме того, для многих представителей русской эмиграции, мыливших РПЦЗ исключительно как русскую церковь, переводы богослужений на английском язык были неприемлемыми, что усугубляло кажущийся изоляционизм Американской Православной Миссии. Протопресвитер Георгий Граббе возглавлял оппозицию против епископа Иакова и склонил нескольких членов Архиерейского Синода на свою сторону.
К 1955 году епископ Иаков выразил Митрополиту Анастасию (Грибановскому) желание продолжать миссионерскую работу как иерарх независимой Американской Церкви. 21 октября 1955 года почислен на покой. Митрополит Анастасий на Соборе 1956 года отмечал: «Архиепископ Иаков не сообщил всех данных о себе полностью перед хиротонией и что исповедовавший его как ставленника архимандрит Лазарь упустил предъявление ему некоторых вопросов, относящихся к определению его правоспособности. После судебного разбирательства этого дела в Архиерейском Синоде решено было уволить Архиепископа Иакова на покой с правом совершения богослужений только келейно. Он, конечно, был очень подавлен таким исходом и совершенно прекратил всякую работу».

### В расколе
В 1959 года епископ Иаков отмежевался от Русской Православной Церковью Заграницей и основал собственную юрисдикцию — «Православную Американскую Церковь», также именовавшуюся «Святая Православная кафолическая апостольская американская церковь», включающую концепцию Better Human Relations Movement. В течение следующего десятилетия архиепископ Иаков продолжил управление своей двухприходной миссией, направленной на обращение американцев в православие и перевод любых церковных текстов на английский язык. Был известен как добрый, терпеливый пастырь, был духовником ряда православных епископов в Нью-Йорке.
25 апреля 1970 года, незадолго до смерти, поставил во епископа своего ученика Иоанна Шнайдера, который присоединился к миссии в 1952 году, в ноябре 1961 года рукоположён в сан диакона, а в июле 1962 года — в сан священника.
После того, как его состояние здоровья совсем ухудшилось, Марианджела стала заботиться об Иакове до его кончины, последовавшей 1 ноября 1970 года. На его похоронах присутствовал болгарский митрополит Нью-Йоркский Андрей (Петков).
В течение долгого времени, несмотря на наложенные прещения, Православная Американская церковь считала себя автономной Миссией Русской Православной Церкви Заграницей.